# Битва під Берестечком (1944)
Радянські війська розпочали наступ на позиції УПА під Берестечком. УПА вела активну оборону, використовуючи засідки та заскоки, але у зв'язку з чисельною перевагою ворога, їм не вдалося утримати позиції. УПА підірвала міст перед радянським наступом, завдаючи значних втрат ворогові.